# Finał Pucharu Polski w piłce nożnej 2001
Finał Pucharu Polski w piłce nożnej 2001 – mecze piłkarskie kończący rozgrywki Pucharu Polski 2000/2001 oraz mające na celu wyłonienie triumfatora tych rozgrywek, pomiędzy Górnikiem Zabrze a Polonią Warszawa. Finał został rozegrany systemem pierwszy mecz i mecz rewanżowy. Pierwszy mecz został rozegrany 16 maja 2001 roku na Stadionie im. Ernesta Pohla w Zabrzu, natomiast mecz rewanżowy został rozegrany 27 maja 2001 roku na Stadionie Polonii Warszawa w Warszawie. Trofeum po raz 2. wywalczyła Polonia Warszawa, która uzyskała tym samym prawo gry w kwalifikacjach Pucharu UEFA 2001/2002.

## Droga do finału
| Górnik Zabrze | Górnik Zabrze | Górnik Zabrze | Runda       | Polonia Warszawa | Polonia Warszawa      | Polonia Warszawa |
| Data          | Przeciwnik    | Wynik         | Runda       | Data             | Przeciwnik            | Wynik            |
| ------------- | ------------- | ------------- | ----------- | ---------------- | --------------------- | ---------------- |
| 23.09.2000    | Widzew Łódź   | 3:0           | III runda   | 23.09.2000       | ŁKS Łódź              | 2:2 k. 3:2       |
| 22.11.2000    | Pogoń Siedlce | 2:0           | IV runda    | 22.11.2000       | Odra Wodzisław Śląski | 4:0              |
| 07.03.2001    | Górnik Łęczna | 2:0           | Ćwierćfinał | 07.03.2001       | Stomil Olsztyn        | 2:1              |
| 14.03.2001    | Górnik Łęczna | 2:1           | Ćwierćfinał | 14.03.2001       | Odra Wodzisław Śląski | 2:1              |
| 11.04.2001    | Odra Opole    | 1:1           | Półfinał    | 11.04.2001       | Zagłębie Lubin        | 2:1              |
| 18.04.2001    | Odra Opole    | 0:2           | Półfinał    | 18.04.2001       | Zagłębie Lubin        | 1:0              |

## Tło
W finale rozgrywek zmierzyły się ze sobą Górnik Zabrze i mistrz Polski Polonia Warszawa. Faworytem w tym meczu była drużyna Czarnych Koszul.

## Finał
| Drużyna 1     | Wynik dwumeczu | Drużyna 2        | Pierwszy mecz | Drugi mecz |
| ------------- | -------------- | ---------------- | ------------- | ---------- |
| Górnik Zabrze | 3:4            | Polonia Warszawa | 1:2           | 2:2        |

### Pierwszy mecz

#### Przebieg meczu
Mecz odbył się 16 maja 2001 roku o godz. 17:45 na Stadionie im. Ernesta Pohla w Zabrzu. Sędzią głównym spotkania był Zbigniew Marczyk. Zawodnicy obu klubów tworzyli idealne okazje do zdobycia gola. W ostatnich 10 minutach pierwszej połowy drużyna Czarnych Koszul uzyskała przewagę w grze, a w 43. minucie Maciej Bykowski po ograniu zawodnika drużyny przeciwnej, Roberta Kolasę, przerzucił piłkę na przeciwległą stronę boiska, a tam strzałem pod poprzeczkę bramkarza Andrzeja Bledzewskiego pokonał Arkadiusz Bąk.
Druga połowa rozpoczęła się od ataku drużyny gospodarzy. W 54. minucie po zderzeniu się obrońcy drużyny gości, Marcina Kusia z napastnikiem drużyny przeciwnej Shingim Kawonderą sędzia podyktował rzut karny, z którego Michał Probierz zdobył gola na  1:1.
W 66. minucie Emmanuel Ekwueme zastąpił Macieja Scherfchena i ta zmiana okazała się dobrym krokiem ze strony trenera drużyny Czarnych Koszul, Albina Mikulskiego, gdyż ten zawodnik minutę później przerzucił piłkę do znajdującego się z prawej strony Mariusza Pawlaka, który wykorzystując obrońcy drużyny przeciwnej, Roberta Kolasy i skierował piłkę do siatki, zapewniając tym samym zwycięstwo swojej drużynie 2:1.

#### Szczegóły meczu
| 16 maja 2001 17:45 | Górnik Zabrze · Probierz 54' (k.) | 1:20:1Raport | Polonia Warszawa · 43' Bąk · 67' Mariusz Pawlak | Stadion im. Ernesta Pohla, Zabrze Widzów: 2 216 Sędzia: Zbigniew Marczyk (Piła) |
|                    |                                   |              |                                                 |                                                                                 |

| Górnik Zabrze:  |  |                      |              |     |
|                 |  |                      |              |     |
| BR              |  | Andrzej Bledzewski   |              |     |
| OB              |  | Jacek Wiśniewski     |              |     |
| OB              |  | Grzegorz Lekki       |              |     |
| OB              |  | Robert Kolasa        |              |     |
| OB              |  | Błażej Radler        |              | 46' |
| PO              |  | Michał Probierz      |              |     |
| PO              |  | Adam Kompała         |              | 80' |
| PO              |  | Rafał Kocyba         |              |     |
| PO              |  | Tomasz Prasnal       |              |     |
| NA              |  | Stanisław Wróbel     |              | 46' |
| NA              |  | Andrejs Prohorenkovs |              |     |
| Zmiany:         |  |                      |              |     |
| PO              |  | Grzegorz Bonk        | 46'          |     |
| NA              |  | Shingi Kawondera     | Żółta kartka | 46' |
| OB              |  | Andrzej Orzeszek     |              | 80' |
| Trener:         |  |                      |              |     |
| Józef Dankowski |  |                      |              |     |

| Polonia Warszawa: |  |                    |              |     |
|                   |  |                    |              |     |
| BR                |  | Marek Matuszek     |              |     |
| OB                |  | Marcin Kuś         |              |     |
| OB                |  | Piotr Dziewicki    |              |     |
| OB                |  | Tomasz Ciesielski  |              |     |
| OB                |  | Igor Gołaszewski   |              | 88' |
| PO                |  | Arkadiusz Kaliszan |              |     |
| PO                |  | Tomasz Wieszczycki |              |     |
| PO                |  | Maciej Scherfchen  |              | 66' |
| PO                |  | Mariusz Pawlak     |              |     |
| NA                |  | Arkadiusz Bąk      | Żółta kartka |     |
| NA                |  | Maciej Bykowski    | Żółta kartka | 83' |
| Zmiany:           |  |                    |              |     |
| PO                |  | Emmanuel Ekwueme   |              | 66' |
| PO                |  | Sebastian Kęska    |              | 83' |
| OB                |  | Adam Centkowski    |              | 88' |
| Trener:           |  |                    |              |     |
| Albin Mikulski    |  |                    |              |     |

### Rewanż

#### Przebieg meczu
Mecz odbył się 27 maja 2001 roku o godz. 17:15 na Stadion Polonii w Warszawie. Sędzią głównym spotkania był Tomasz Mikulski. Mecz był bardzo wyrównany ze strony obu drużyn. Gole dla drużyny Czarnych Koszul zdobyli strzelcy goli drużyny w pierwszym meczu: Mariusz Pawlak w 34. minucie z rzutu karnego oraz Arkadiusz Bąk w 83. minucie, natomiast dla Górnika Zabrze dwa gole zdobył Piotr Gierczak: w 28. i 71. minucie. Mecz zakończył się wynikiem 2:2, który dał Polonii Warszawa pierwszy od finału 1952 triumf w tych rozgrywkach.

#### Szczegóły meczu
| 27 maja 2001 17:15 | Polonia Warszawa · Pawlak 34' (k.) · Bąk 83' | 2:21:1Raport | Górnik Zabrze · 28', 71' Gierczak | Stadion Polonii, Warszawa Widzów: 3 500 Sędzia: Tomasz Mikulski (Lublin) |
|                    |                                              |              |                                   |                                                                          |

| Polonia Warszawa: |  |                     |  |     |
|                   |  |                     |  |     |
| BR                |  | Marek Matuszek      |  |     |
| OB                |  | Tomasz Ciesielski   |  | 75' |
| OB                |  | Mariusz Pawlak      |  |     |
| OB                |  | Mariusz Malinowski  |  |     |
| OB                |  | Tomas Žvirgždauskas |  |     |
| PO                |  | Mateusz Bartczak    |  |     |
| PO                |  | Arkadiusz Bąk       |  |     |
| PO                |  | Tomasz Wieszczycki  |  | 74' |
| PO                |  | Emmanuel Ekwueme    |  | 90' |
| NA                |  | Igor Gołaszewski    |  |     |
| NA                |  | Maciej Bykowski     |  |     |
| Zmiany:           |  |                     |  |     |
| PO                |  | Sebastian Kęska     |  | 74' |
| OB                |  | Paweł Kaczorowski   |  | 75' |
| OB                |  | Bartosz Burchard    |  | 90' |
| Trener:           |  |                     |  |     |
| Albin Mikulski    |  |                     |  |     |

| Górnik Zabrze:  |  |                      |              |     |
|                 |  |                      |              |     |
| BR              |  | Michał Wróbel        |              |     |
| OB              |  | Jacek Wiśniewski     |              | 85' |
| OB              |  | Maciej Krzętowski    |              |     |
| OB              |  | Dickson Choto        | Żółta kartka |     |
| OB              |  | Ireneusz Kościelniak |              |     |
| PO              |  | Michał Probierz      |              |     |
| PO              |  | Adam Kompała         |              |     |
| PO              |  | Piotr Gierczak       |              |     |
| PO              |  | Tomasz Prasnal       |              |     |
| NA              |  | Andrejs Prohorenkovs |              | 54' |
| NA              |  | Sebastian Olszar     |              | 57' |
| Zmiany:         |  |                      |              |     |
| NA              |  | Stanisław Wróbel     |              | 54' |
| OB              |  | Błażej Radler        |              | 57' |
| OB              |  | Andrzej Orzeszek     |              | 85' |
| Trener:         |  |                      |              |     |
| Józef Dankowski |  |                      |              |     |

| Puchar Polski w piłce nożnej 2000/2001 Zwycięzcy |
| ------------------------------------------------ |
| Polonia Warszawa 2. Tytuł                        |